# The Good Brothers
The Good Brothers sind eine kanadische Country-, Bluegrass- und Folk-Band aus Richmond Hill (Ontario). Die Stammmitglieder der Band sind Brian Good (Gitarre), sein Zwillingsbruder Bruce Good (Autoharp) und ihr jüngerer Bruder Larry Good (Banjo).

## Bandgeschichte
Brian und Bruce Good schlossen sich 1967 mit Gitarrist James Ackroyd zur Band James and the Good Brothers zusammen. Ihr erstes, nach der Band benanntes Album wurde 1971 auf Columbia Records veröffentlicht. Nach einer Tournee durch Nordamerika, auf der sie in Toronto als Vorband von Grand Funk Railroad spielten, wollten die Goods nach Kanada zurückkehren, während Ackroyd in den Vereinigten Staaten spielen wollte.
1973 schloss sich der jüngere Bruder, Larry Good, den Zwillingen an, die sich damit zu einer neuen Band formierten, welche am 14. Mai 1974 ihren ersten Auftritt im Riverboat Club in Toronto hatte. Seitdem tourte die Band intensiv durch Kanada, die USA und Europa. Der Gewinn des Juno Award im Bereich Countryband/-duo in acht aufeinander folgenden Jahren von 1977 bis 1984 verdeutlicht die Bedeutung der Good Brothers in der kanadischen Musikszene.
The Good Brothers wurden durch andere Musiker, wie John P. Allen (Geige) und Bruce’s Sohn Travis Good von The Sadies (Gitarre und Mandoline), unterstützt. Travis war zudem während einer Auszeit von Larry Good in den 1990er Jahren reguläres Bandmitglied der Good Brothers.
Die 1988er Single You Won’t Fool This Fool This Time wurde von Bernie LaBarge geschrieben. Sie erreichte Platz 14 in den kanadischen Country-Charts.
1996 traten die Good Brothers bei den Feierlichkeiten zum Canada Day im Queen’s Park in Toronto auf.
Im Jahr 2003 waren sie auf dem Palmer Rapids Twin Festival in Palmer Rapids zu erleben.
2006 veröffentlichte die Band ein Gospel Album, Blind Faith, und gingen auf ihre 29. Tour durch Europa.

## Diskografie

### Alben
- 1971: James and the Good Brothers (Columbia)
- 1975: The Good Brothers (RCA)
- 1977: Pretty Ain’t Good Enuff (RCA)
- 1978: Doin’ the Wrong Things Right (RCA)
- 1979: Some Kind of Woman (RCA)
- 1980: Best Of (RCA)
- 1980: The Good Brothers Live (Solid Gold; CA: Gold)[4]
- 1982: Person to Person (Solid Gold)
- 1983: Live’n Kickin (Solid Gold)
- 1986: Delivering the Goods (Savannah)
- 1990: Live Fast, Love Hard (Savannah)
- 1994: So Many Roads (Savannah)
- 1996: Gone So Long (Live in Europe) (Hogtown)
- 2001: One True Thing (Hogtown)
- 2005: Live at the Rattlesnake Saloon (Hogtown)
- 2006: Blind Faith (Hogtown)
- 2008: Restricted Goods (Hogtown)

### Singles
- 1976: That’s the Kind of Man I Am (The Good Brothers)
- 1976: Midnight Flight (The Good Brothers)
- 1977: Homemade Wine (The Good Brothers)
- 1977: Good Boogie (The Good Brothers)
- 1978: Cowboy from Rue St. Germain (Pretty Ain’t Good Enuff)
- 1978: Truck Driver’s Girl (Doin’ the Wrong Things Right)
- 1978: Please Come Back to Me (Doin’ the Wrong Things Right)
- 1979: Let Love Go (Doin’ the Wrong Things Right)
- 1979: Some Kind of Woman (Some Kind of Woman)
- 1980: Brown Eyed Girl (Live)
- 1981: Fox on the Run (Live)
- 1982: Weekend Rodeo
- 1982: Summertime (Person to Person)
- 1983: Person to Person (Person to Person)
- 1983: Hold Out (Live ’n Kickin)
- 1984: Celebrate
- 1986: This Could Be Serious (Delivering the Goods)
- 1987: Better Off Alone (Delivering the Goods)
- 1987: High Rollin’ Heart (Delivering the Goods)
- 1987: Gone So Long (Delivering the Goods)
- 1988: You Won’t Fool This Fool This Time (Delivering the Goods)
- 1990: Live Fast, Love Hard, Die Young (Live Fast, Love Hard)
- 1990: She Told Me So (Live Fast, Love Hard)
- 1990: Why Baby Why (Live Fast, Love Hard)
- 1991: We Don’t Always See Eye to Eye (Live Fast, Love Hard)
- 1994: That’s What Highways Are For (So Many Roads)
- 1994: I Really Dug Myself a Hole This Time (So Many Roads)
- 1995: The Shape I’m In (So Many Roads)
- 1995: Don’t Know Much About Love (So Many Roads)
- 2002: What the Hell I’ve Got (One True Thing)
- 2002: Honey and Heartache (One True Thing)